# 薩切爾 (愛達荷州)
薩切爾（英語：Thatcher）是位於美國愛達荷州富蘭克林縣的一個非建制地區。該地的面積和人口皆未知。

## 地理
薩切爾的座標為42°24′32″N 111°43′37″W / 42.40889°N 111.72694°W，而該地的平均海拔高度為1494米（即4902英尺）。